# لاين تورانس
لاين تورانس (بالإنجليزية: Iain Torrance)‏ هو عالم عقيدة بريطاني، ولد في 13 يناير 1949 في أبردين في المملكة المتحدة.